# All eyes on me (Siggy & D1ns)
All eyes on me is een lied van het Nederlandse rapduo Siggy & D1ns. Het werd in 2022 als single uitgebracht en stond in hetzelfde jaar als vijfde track op het album Soldatenwerk.

## Achtergrond
All eyes on me is geschreven door Daan Michielsen, Jay van Ommeren en Sigmar Polinet en geproduceerd Avenue. Het is een nummer dat past in de genres nederhop en trap. In het lied rappen de artiesten over hoe hun leven is. 

## Hitnoteringen
Het rapduo had bescheiden succes met het lied in Nederland. Het stond op de 99e plaats van de Single Top 100 in de enige week dat het in deze hitlijst te vinden was. De Top 40 en haar Tipparade werden niet bereikt.